# Decimus Terentius Scaurianus
Decimus Terentius Scaurianus a fost un senator roman și general activ la sfârșitul secolului I și începutul secolului II d.Hr. El a fost consul  în anul 102 sau 104.  A promovat în poziții tot cu responsabilitate tot mai mare, comandând o legiune între anii 96 și 98 și, din nou, în timpul celui de-al doilea război daco-roman. După război, a fost numit guvernator militar al provinciei recent cucerite, între anii 106 și 111. Se știe că a fost decorat pentru serviciile sale în domeniu militar.
D. Terentius Scaurianus a fost numit guvernator al Daciei dar în nici un caz în anul 106. Această eroare se datorează unei afirmații pripite și gresită în același timp. În prima diplomă militară de la Porolissum apare citat și pentru că acolo apare și data de 11 august 106, a fost considerat primul guvernator al Daciei. Din păcate de aici a urmat un întreg șir de greșeli, inclusiv încheierea celui de-al doilea război dintre romani și daci a fost luat în considerare pentru același an; prima diplomă militară de la Porolissum este considerată actul naștere al provinciei Dacia; s-a considerat că trupele auxiliare erau deja dispuse în anul 106 pe limes; Legiunea XIII Gemina se afla deja la Apulum din 106; și nu in ultimul rând, singura comunitate civilă din provincia Dacia, Colonia Ulpia Traiana Augusta Dacica Sarmizegetusa, cel puțin pe vremea domniei lui Traian, a fost fondată în același an. Toate aceste aserțiuni sunt greșite întrucât, între timp, la Ranovac (Serbia) a fost descoperită o altă diplomă militară, dar care are legătură cu diplomele de la Porolissum, deoarece cel puțin cinci dintre martorii de la finalul documentelor îi regăsim atât în diploma de la Ranovac cât și în prima diplomă de la Porolissum, dar acesta nu este sinurul argument. Diploma descoperită în Serbia venea să o completeze pe cea de la Porolissum și ne spune că înaintea guvernatorului D. Terentius Scaurianus mai există cel puțin un guvernator, Iulius Sabinus. Pe de altă parte acest document militar ne spune că soldați de pe vremea lui Iulius Sabinus sunt demobilizați doar de către Terentius Scaurianus. Prin urmare data de 11 august 106 din prima diplomă de la Porolissum este legată doar de acordarea cetățeniei unor soldați înainte de încheierea serviciului militar, dar, care rămân în continuare în serviciu militar activ. Iar diplomele de la Ranovac (109) si Porolissum (110) certifică faptul că acei soldați vor fi demobilizați doar în anii 109, respectiv 110. Prin urmare, pentru că D. Terentius Scaurianus este pomenit în ambele documente, la nivelul actual al cunoașterii istorice acestea sunt singurele dovezi referitoare la guvernarea sa în Dacia. Pentru perioada 106-109 nu se poate lua în considerare la modul serios o guvernare a sa, pentru perioada de după 110 sunt doar speculații lipsite de argument. Gică Băeștean, Începuturile provinciei Dacia și prima diplomă militară de la Porolissum, în Sargetia (S.N.), 6, 2015, p. 193-197; Gică Băeștean, Valentin Boicea, About second Dacian-Roman war (105-...), în Sargetia (S.N.), 8, 2017, p. 29-55; Gică Băeștean, Early military organization of Dacia province, în Civilta Romana,  5, 2018, p. 43-50.

## Magistraturi
Scaurianus avea origine plebee. Pentru Scaurianus, ierarhia funcțiilor publice, un amestec succesiv de poziții militare și politico-administrative deținute de politicieni aspiranți în Imperiul Roman timpuriu, este cunoscută parțial dintr-o inscripție deteriorată găsită la Nemausus (modernul Nîmes).  Inscripția poartă și numele Pompei Marullus, pe care istoricul Ronald Syme îl identifică ca rudă cu Scaurianus.  Prima sa funcție pentru care există informații este aceea de membru al quattuorviri viarum curandarum, consiliul format din patru magistrați care supraveghea întreținerea drumurilor din orașul Roma. A fost unul dintre cele patru consilii care au format vigintiviri, iar apartenența la unul dintre aceste patru consilii a fost un pas preliminar și a necesitat primul pas către intrarea în Senatul Roman. Următoarea Scaurianus a fost comandată tribună militară, un ofițer de rang mediu, în Legio I Italica, care la acea vreme era staționată la Novae (Svishtov modern) în provincia imperială Moesia. El a îndeplinit funcția de chestor în provincia publică Achaea, responsabil pentru supravegherea tezaurului de stat și efectuarea auditurilor. La finalizarea cererii sale, Scaurianus a fost înscris în Senat. [4] Deși inscripția de la Nemausus este incompletă, mărturisește că a deținut magistratura tradițională republicană a tribunei plebee, o altă poziție de prestigiu care și-a pierdut independența și majoritatea funcțiilor sale practice, iar apoi a fost ales preot.

### Consul și general
Scaurianus a fost numit legatus, sau comandant, al unei alte legiuni, de către împăratul Traian. Numele legiunii este pierdut; Istoricul Valerie Maxfield își are mandatul în funcția de comandant al acestei legiuni necunoscute, în jur de 96 până în jurul anului 98. [5] În 102 sau 104, Scaurianus a servit cel puțin o parte a unui an ca consul. [1] Consulatul a fost cea mai înaltă onoare a statului roman, iar candidații au fost aleși cu grijă de împărat. [6] [7] Este probabil că Scaurianus a comandat o legiune în cel de-al doilea război dac, între 105 și 106. Potrivit istoricului italian Albino Garzetti, el a servit personalului lui Traian cel puțin o parte a războiului. El este atestat de o serie de diplome militare supraviețuitoare că a fost guvernator al Daciei. Potrivit lui Werner Eck, mandatul său s-a extins de la 106 la 111, după încheierea războiului. [8] El a romanizat puternic noua provincie, concentrându-se asupra construcției de drumuri, în special a celor din minele de aur din estul Daciei. [9] El a fost patronul și primul guvernator al noii capitale a Daciei Romane, Ulpia Traiana Sarmizegetusa. [10]